# Stephan Marc Schneider
Stephan Marc Schneider (* 17. Mai 1970 in Karlsruhe) ist ein deutscher Komponist.

## Leben
Nach Theorieunterricht, Jazz-Improvisationsstudien und klassischem Gitarrenunterricht u. a. bei Andreas Grün studierte er an der Hochschule Heidelberg-Mannheim bei Ulrich Leyendecker Komposition.
Seine Werke waren bei internationalen Aufführungen und Rundfunksendungen zu hören (u. a. Australien, Israel, Litauen und Italien). Er wurde bei verschiedenen internationalen Kompositionswettbewerben ausgezeichnet, so bei der Vokalmusikwoche Wittlich, beim Kompositionswettbewerb in Winterthur, bei der Komponistenwerkstatt der Hamburgischen Staatsoper und beim Johann-Joseph-Fux Musikpreis des Landes Steiermark. Darüber hinaus erhielt er Stipendien der Wilhelm-Müller-Stiftung und des Landes Steiermark.
Schneider ist Gründungsmitglied und Gitarrist der seit 2008 bestehenden Komponistenverschwörung.

## Werke (Auswahl)
- Je suis encore un chêne (1995): für Gitarre
- Das Kalkwerk (1998): Oper nach Thomas Bernhard und anderen Texten
- Inschrift (1999): für Klarinette
- Kalkwerk-Frikassee (2001): Kurzoper in zwei Szenen nach Thomas Bernhard
- Bernarda Albas Haus (2003): Ballett nach Federico García Lorca
- Lamentations (2003): für Countertenor und Steeldrums auf Fragmente nach den Klageliedern des Propheten Jeremia
- Medea (2005): Ballett
- Fine/dekonstruktion 4 (2009): für Ensemble